# Sierra de la Tercia
Sierra de la Tercia este o arie protejată (sit de importanță comunitară — SCI) din Spania întinsă pe o suprafață de 5.038,2 ha, integral pe uscat.

## Localizare
Centrul sitului Sierra de la Tercia este situat la coordonatele 37°44′33″N 1°37′16″W / 37.7425°N 1.6211°V.

## Înființare
Situl Sierra de la Tercia a fost declarat sit de importanță comunitară în iulie 2000 pentru a proteja 7 specii de animale.

## Biodiversitate
Situată în ecoregiunea mediteraneană, aria protejată conține 10 habitate naturale: Tufărișuri halo-nitrofile (Pegano-Salsoletea), Pseudostepă cu ierburi și specii anuale de Thero-Brachypodietea, Matorral arborescenți cu Juniperus spp., Pajiști carstice calcaroase sau bazofile, de Alysso-Sedion albi, Lande oro-mediteraneene cu formațiuni endemice de grozamă, Tufărișuri termo-mediteraneene și de pre-deșert, Galerii și tufărișuri riverane sudice (Nerio-Tamaricetea și Securinegion tinctoriae), Păduri de Quercus ilex și Quercus rotundifolia, Pante stâncoase calcaroase cu vegetație casmofită, Vegetație gipsofilă iberică (Gypsophiletalia).
La baza desemnării sitului se află mai multe specii protejate:
- păsări (6): acvilă de munte (Aquila chrysaetos), buha (Bubo bubo), șorecarul comun (Buteo buteo), șerpar (Circaetus gallicus), șoim călător (Falco peregrinus), Hieraaetus fasciatus
- reptile (1): Testudo graeca

Pe lângă speciile protejate, pe teritoriul sitului au mai fost identificate 22 de specii de plante, 1 specie de păsări, 1 specie de mamifere.